# Karl Albiker
Karl Albiker (ur. 16 września 1878 w Ühlingen, zm. 26 lutego 1961 w Ettlingen) – niemiecki rzeźbiarz.

## Życiorys
Studiował w Karlsruhe (1898–1899), w Paryżu pod kierunkiem Auguste Rodina (1899–1900) i w Monachium (1900–1903). W latach 1903–1905 przebywał w Rzymie. W 1910 otrzymał nagrodę Villa Romana, połączoną z rocznym pobytem we Florencji. W latach 1919–1945 był profesorem Akademii Sztuk Pięknych w Dreźnie. Należał do różnych grup artystycznych, m.in. Nowej Secesji Monachijskiej.

## Twórczość
Będąc pod wpływem Rodina i częściowo Maillola, wypracował własny styl swoistego klasycyzmu, oparty na greckim archaizmie i włoskim renesansie. Zakres jego twórczości obejmował płaskorzeźby, pojedyncze posążki i posągi, a także monumentalne rzeźby architektoniczne i pomniki. Swobodnie posługiwał się różnymi materiałami, choć najchętniej wybierał brąz i terakotę.
Początkowo tworzył delikatnie stylizowane rzeźby figuralne, głównie akty kobiece, odznaczające się smukłymi proporcjami i zrytmizowaną kompozycją, m.in. Uciekający (1909), Młodość (1911), Gulietta (1918). Po I wojnie światowej zmienił styl na bardziej monumentalny i heroiczny, widoczny zwłaszcza w wielu zrealizowanych wtedy pomnikach ku czci poległych. Przyniosło mu to uznanie i liczne oficjalne zamówienia narodowych socjalistów, w tym zaprojektowane w 1936 rzeźby sportowców, ustawione na stadionie olimpijskim w Berlinie. Zajmował się też rzeźbą dekoracyjną; wykonał m.in. dekoracje sali koncertowej w Karlsruhe.